# Kembangarum (Sutojayan)
Kembangarum is een bestuurslaag in het regentschap Blitar van de provincie Oost-Java, Indonesië. Kembangarum telt 1840 inwoners (volkstelling 2010).